# Al-Mayadin
Al-Mayadin (àrab: الميادين, al-Mayādīn) és una ciutat de l'est de Síria a la governació de Deir ez-Zor. Es troba a la riba dreta de l'Eufrates prop de la seva unió amb el Khabur i a uns 45 km al sud-est de Dayr al-Zor. El 2003 tenia 48.922 habitants, i el 2010 s'estimava que ja eren 70.162 habitants. La regió és part del desert sirià amb poca pluja la major part de la qual cau l'hivern; només es pot cultivar a la vora del riu; tampoc hi ha pastures. El 1875 tenia només un miler d'habitants que vivien de l'agricultura i una mica de ramaderia; el 1932 tenia 2.532 habitants i el 1970 ja eren 15.000. A uns 4 km al dus-oest, sobre un turó, es troba la fortalesa de Qalaʿat ar-Rahba del segle xii.

## Història
Se l'ha identificat amb la bíblica Rehobot han-Nahar (Rehobot del Riu) però no hi ha seguretat. Musil la considera la Thapsakos de Ptolemeu, però això és un error. Els àrabs van anomenar la zona al-Rahba, que vol dir la part d'un uadi on l'aigua s'acumula, i segons es diu el nom antic era Furdat Num al al-Furda, i a la vora hi havia el convent de Dair Num. Segons al-Baladhuri no hi havia cap indicació d'haver estat antigament una vila i suposa que la va edificar Màlik ibn Tawq ibn Attab at-Taghlibí al temps del califa al-Mamun (813-833). Màlik ibn Tawq hauria governat la ciutat fins al 873/874 quan el va succeir el seu fill Àhmad però en fou expulsat el 883 per Muhàmmad ibn Abi-s-Saj, senyor d'Al-Anbar de Tarik al-Furat i de Rahbat Tawk. El 3 de març del 928 fou ocupada pel càrmata Abu-Tàhir al-Jannabí (918-931), que va matar part de la població. Després d'uns anys de lluites internes fou ocupada per Adil, enviat pel turc Bàjkam. Adil la va governar des de 941 junt amb tota la província de Tarik al-Furat i una part d'al-Khabur.
Sota l'hamdànida Nàssir-ad-Dawla de Mossul, es va revoltar a Rahba el taghlibita Djaman, que finalment en fou expulsat i es va ofegar a l'Eufrates. Mort Nàssir-ad-Dawla (968) elx seux fills Hamdan, Abu-l-Barakat i Abu-Taghlib es van disputar la possessió de la ciutat que va quedar pel darrer, qui la va fer restaurar i fortificar. La va perdre el 878/879 a mans del buwàyhida Àdud-ad-Dawla. El 991/992 hi fou instal·lat un governador designat per Baha al-Dawla, tal com li havien demanat els habitants, però no gaire després va caure en mans d'Abu-Alí ibn Thimal al-Khafají que va matar l'uqàylida Issa ibn Khalat el 1008/1009; al seu torn Abu Ali fou derrotat i mort per un exèrcit d'Abu-Alí Mansur ibn al-Aziz al-Hàkim bi-amr-Al·lah d'Egipte (996–1021); l'uqàylida Badran ibn al-Muqàl·lid no va tardar a derrotar els egipcis però després va perdre al-Rahba davant Lulu de Damasc que va dominar a al-Rahba i Ar-Raqqà.
Un magnat local de la ciutat, Ibn Muhkan, es va erigir un temps després en sobirà independent i va conquerir Ana, amb suport del kilabita Sàlih ibn Mirdàs d'al-Hilla (emir 1024-1029); però aquest va acabar matant a Ibn Muhkan i es va apoderar d'al-Rahba. Els mirdàsides la van dominar llavors. Thimal ibn Sàlih la va cedir el 1055 a al-Bassassirí que hi va estar refugiat entre 1055 i 1058 amb intenció de fer-la servir com a punt de contacte amb el califa fatimita d'Egipte Abu-Tamim Muadh ibn adh-Dhàhir al-Mustànsir bi-L·lah (1035–1094). Thimal ibn Sàlih, llavors emir d'Alep, va donar suport a al-Bassassirí que havia iniciat la lluita contra el sultà seljúcida Toghril Beg I. El 1057 Thimal va demanar al califa fatimita bescanviar Alep per Djubayl (Biblos), Beirut i Akka, lluny de l'agitació tribal kilabita. El califa li va concedir i un governador fatimita es va instal·lar a la ciutat d'Alep mentre Thimal se n'anava al seu nou domini. La mort d'al-Bassassirí (15 de gener de 1060) va tenir un efecte negatiu pel prestigi fatimita a Síria. Atiyya ibn Sàlih, germà de Thimal, va aprofitar per apoderar-se de Rahba on va trobar el tresor i l'armament que estava preparat per una expedició a l'Iraq. Mentre els kilabites es posaven a les ordes de Mahmud ibn Nasr ibn Sàlih i del seu cosí Mani ibn Muqàl·lad ibn Kàmil per intentar recuperar Alep. Un primer atac va fracassar, però després van aconseguir el suport dels ahdath de la ciutat (la infanteria local) i el juliol de 1060 la ciutat obria les portes a Mahmud; el governador fatimita es va fer fort a la ciutadella i va demanar ajut al Caire que va enviar al governador fatimita de Damasc, Nàssir-ad-Dawla Abu-Alí al-Hussayn ibn Abi-Muhàmmad al-Hàssan, el qual va entrar a la ciutat on fou acollit amb fredor. L'agost va enfrontar als kilabites a la rodalia de la ciutat i va patir una seriosa derrota a al-Funaydik; els seus aliats kalbites, tayyites i una fracció dels kilabites el van abandonar; en la retirada, sense aigua, fou fet presoner amb la major part dels seus oficials, pels kilabites i l'endemà Atiyya tornava a Alep on es proclamà emir, però només va governar 24 hores doncs els fidels de Mahmud es van imposar; deu dies després els darrers fatimites refugiats a la ciutadella, entregaven aquesta a Mahmud a canvi de sortida lliure. Atiyya mentre va tornar a al-Rahba.
Thimal era llavors al Caire quan se li va comunicar que el seu nebot Mahmud havia ocupat Alep i que per tant havia de retornar les viles costaneres que se li havien cedit. Thimal va decidir marxar a Alep però Mahmud va refusar de retornar-li la ciutat però després d'algunes acciones militars els xeics kilabites van imposar un acord: Thimal recuperava Alep, i Mahmud tindria dret a una compensació en diners i espècies. L'abril de 1061 Thimal va entrar altre cop a Alep. Atiyya, el germà de Thimal, s'havia fet independent a Rahba. Thimal va morir el desembre de 1062 i va designar al seu germà Atiyya com a successor. Mahmud va protestar, ja que es considerava amb millor dret, i va aconseguir el suport dels xeics i notables kilabites. El juliol de 1063 va esclatar la lluita entre Atiyya i el seu nebot Mahmud, i durant un temps la sort va afavorir ara l'un ara l'altra i el 1064 es va establir una treva segons la qual Atiyya conservava Alep i els territoris a l'est del principat, de Rahba a Kinnasrin i Azaz; els territoris a l'oest quedaven per Mahmud. Atiyya, descontent amb aquesta partició, va contractar un miler d'arquers turcmans manats per Ibn Khan o Ibn Khakan, amb els quals després es va barallar i es van posar al servei de Mahmud, i aquest va aconseguir una victòria a Mardj Dabik i després d'un setge de tres mesos va poder ocupar Alep l'agost del 1065. L'emirat va quedar de fet dividit en dues parts, una amb Alep, el djund de Kinnasrin i gran part del djund d'Homs, que dominava Mahmud, i una altra a l'est, cap a l'Eufrates, amb Rahba de capital i amb al-Khanuka, Karkisiya i Duwaira, que va quedar per Atiyya. Aquesta divisió de fet no fou posada en qüestió després del 1065. El 1068, durant un viatge d'Attiya a Homs o a Damasc l'emir uqàylida de Mossul Múslim ibn Qurayx es va apoderar de Rahba on Atiyya havia esdevingut impopular i es va tornar a llegir la khutba en nom del califa abbàssida (sota Atiyya es feia la khutba en nom del califa fatimita). Attiya es va refugiar a territori romà d'Orient. Mahmud va esdevenir vassall del sultà seljúcida la primavera del 1071 i li fou encarregada l'expulsió dels fatimites de la Síria central; amb el seu exèrcit de kilabites, reforçat pels turcmans, es va apoderar de Baalbek, i es disposava a marxar contra Damasc quan va saber que el seu oncle Atiyya havia sortit d'Antioquia de l'Orontes i atacaba Ma'arrat Masrin, al sud-oest d'Alep. Mahmud va retornar a la seva capital i va reunir contingents turcmans per fer front a una imminent acció romana d'Orient, que va quedar en no res després de la gran victòria d'Alp Arslan a la batalla de Mantziciert, l'agost del 1071. Atiyya es va retirar amb els romans d'Orient i poc després moria a Constantinoble i Mahmud recuperava Rahba als uqàylides el 1073. Els mirdàsides la van conservar fins al 1080 i després encara fou donada en feu a un príncep mirdàsida de nom Sabik sota autoritat uqàylida però poc després la zona fou ocupada pels seljúcides sota Malik Shah I.
El 1086 Malik Shah la va cedir en feu a Muhàmmad ibn Xàraf-ad-Dawla, juntament amb Haran, Sarudj, al-Rakka i al-Khabur. El 1096 se'n va apoderar Kharbuka o Kharbugha d'al-Hilla. i a la seva mort va caure en mans de Kayimaz (1102/1103) antic general d'Alp Arslan, passant després al turc Hasan per caure finalment en mans del sultà de Damasc que hi va deixar com a governador al xaibànida Muhammad ibn Sabbak. El 19 de maig de 1107 fou ocupada a traïció per Djawali, un general d'Imad al-Din Zengi. Els zengites la van tenir fins al 1127 quan la va ocupar Izz-ad-Din Massud al-Bursukí poc abans de morir. Els seus successors es van disputar el poder i alguns van morir a la lluita i finalment, en la partició, va quedar pel germà petit d'Izz-ad-Din Massud al-Bursukí en nom del qual va governar el general Djawali, que era vassall de Zengi.
El 1149 fou ocupada per Qutb-ad-Din Mawdud (1149-1170) fill de Zengi. La ciutat fou destruïda per un terratrèmol el 12 d'agost de 1157 junt amb altres ciutats com Hamah, Xaizar, Salamiyya i altres. El 1161 es van refugiar a les seves ruïnes les tribus khafadja que venien de saquejar la regió d'al-Hilla i Kufa i eren perseguides per les forces del govern; allí, amb el suport d'altres tribus nòmades, van poder rebutjar als perseguidors. Es va reconstruir a poc a poc i Nur al-Din Mahmud (1146-1174) la va cedir en feu el 1164 al kurd Asad al-Din Shirkuh ibn Ahmad ibn Shadi de Dvin (oncle de Saladí), juntament amb Homs. Shirkuh va confiar l'administració de Rahba a un oficial de nom Yusuf ibn Mallah i va fer construir a un farsakh (uns 5 km), a l'Eufrates, un poble anomenat al-Rahba al-Djadida, amb una fortalesa doncs la població de Rahbat Malik ibn Tawk estava destruïda. Aquest lloc va originar la nova ciutat d'al-Rahba i va esdevenir una important estació de caravanes entre Síria i l'Iraq. La va visitar Ibn Battuta.
Va restar en mans dels aiubites fins que Baybars I la va ocupar i hi va establir un governador mameluc egipci. El 1279 Sunkur al-Ashkar es va revoltar a Damasc contra Qalawun, i va ser derrotat prop d'al-Rahba fugint cap a l'emir àrab Isa i després va demanar ajut als mongols del kan Abaka cosa que no va tenir conseqüències. Fou ja el 1312/1313 quan es va presentar a al-Rahba un exèrcit mongol manat per Kharbanda, que dirigia una expedició a Síria. No va aconseguir res i es va retirar deixant la maquinària de setge a la vora de la ciutat; el governador al-Arkashi va morir el 1315/1316 quan era a Damasc. Muhanna i la família local dels Isa (de la que Muhanna era part) foren expulsats de Salamiyya el 1320 i empaitat per les forces sirianes fins a Rahba i Ana i segurament la ciutat fou llavors destruïda. El 1331 l'Eufrates va sortir del seu curs i la va inundar.
Al segle xix ja consta una petita vila anomenada al-Miyadin prop de les ruïnes de l'antiga al-Rahba. Aquestes ruïnes van ser visitades per diversos europeus. Excavacions arqueològiques s'hi van fer després del 1970 especialment la campanya del 1976 al 1981 de la Direcció General dels Museus i les Antiguitats de Síria en cooperació amb l'Institut Francès d'Estudis Àrabs de Damasc i la Universitat de Lió.